# Гурвич, Иосиф Наумович
Иосиф Наумович Гурвич (8 февраля 1952 года, Малая Вишера, Новгородская область — 9 января 2014 года, Санкт-Петербург) — российский психолог и психиатр. Профессор, доктор психологических наук, психиатр высшей категории.

## Биография
Родился в 1952 году в семье военных врачей. Окончил Ленинградский санитарно-гигиенический медицинский институт, параллельно специализировался в области социальной психологии на факультете психологии Ленинградского государственного университета. Свыше 30 лет работал в ведущих научно-исследовательских учреждениях Санкт-Петербурга, а также в качестве практикующего врача-психиатра в психиатрических лечебных учреждениях города и области.
С 1977 по 1983 годы — инженер, младший научный сотрудник Научно-исследовательского института комплексных социальных исследований (НИИКСИ) (в составе Ленинградского государственного университета).
В 1981 году защитил кандидатскую диссертацию «Социально-психологические факторы эффективности врачебной деятельности».
С 1983 по 1987 годы — врач дневного стационара Психоневрологического диспансера Ждановского района Ленинграда.
С 1987 по 1988 годы — врач дневного стационара НИИ им. Бехтерева (Ленинград).
С 1988 по 1990 годы — ведущий научный сотрудник Ленинградского областного социологического центра Северо-западного отделения Советской социологической ассоциации АН СССР (ЛенСНИЦ).
С 1990 по 1995 годы — врач, заведующий отделением Психиатрической больницы № 3 им. И. И. Скворцова-Степанова (Ленинград).
С 1995 по 2008 годы — главный научный сотрудник сектора социологии девиантности и социального контроля в Институт социологии РАН (СИ РАН, Санкт-Петербург).
В 1998 году защитил докторскую диссертацию «Социальная психология здоровья» по социально-психологической проблематике медицины и здравоохранения.
В 1999 году присвоена высшая квалификационная категория по специальности «Психиатрия».
С 1998 по 2014 годы — профессор кафедры социальной психологии, заведующий кафедрой психологии поведения и превенции поведенческих аномалий, руководитель специализации «Психология и социология здоровья» инновационной междисциплинарной магистерской программы СПбГУ «Общественное здоровье» на Факультет психологии Санкт-Петербургского государственного университета  (СПбГУ).

## Научная деятельность
Гурвич внёс значительный вклад в развитие общественного здравоохранения в современной России. Он в течение многих лет сочетал практическую работу врача-психиатра и нарколога с психологическими и социологическими исследованиями.
Гурвич стал основателем научной школы, начало которой было положено в конце 1990-х годов XX в., когда в рамках сектора социологии девиантности и социального контроля Социологического Института Российской Академии наук (СИ РАН) и факультета психологии Санкт-Петербургского государственного университета (СПбГУ) была создана рабочая группа по исследованию проблематики поведения, связанного со здоровьем различных групп населения. В дополнение к работе в ведущих научно-исследовательских учреждениях Санкт-Петербурга и медицинской практике, Гурвич стал одним из инициаторов и создателей в конце 1990-х гг. региональной общественной организации социальных проектов в сфере благополучия населения «Стеллит», где под его руководством работала группа молодых специалистов.
Под руководством Гурвича состоялся ряд научно-исследовательских и прикладных проектов российского и международного уровня в разных сферах общественного здоровья и здоровьесберегающего поведения и помощи уязвимым группам населения.
Гурвич считал важным развитие стандартизированных скрининговых методик, доступных широкому кругу специалистов в своей практике. Его авторству принадлежит тест нервно-психической адаптации для экспресс-выявления людей, нуждающихся в психотерапевтической помощи. Под его руководством была адаптирована Шкала всесторонней оценки психического состояния Монтгомери, и шкала «Оценка рисков и возможностей» для подростков. В последние годы жизни Иосиф Наумович руководил разработкой шкалы для всесторонней оценки подростковой девиантности.
Научные труды профессора Гурвича стали иллюстрацией развития психологического знания на стыке разных областей науки. Главной вехой стало диссертационное исследование на соискание степени доктора психологических наук «Социальная психология здоровья». В нём подробным образом раскрывается проблема идентификации социально-психологических явлений и процессов, оказывающих существенное влияние на здоровье населения страны. По результатам диссертационного исследования была издана монография «Социальная психология здоровья» (1999) — труд объёмом 1023 страницы с библиографией 1800 источников, из них свыше тысячи — англоязычных.

### Социальный контроль наркотизма и алкоголизации
В 2004—2008 годы команда под руководством Гурвича в сотрудничестве с Федеральной службой по контролю за оборотом наркотиков РФ разработала систему территориального мониторинга наркоситуации. Сотрудники федеральной службы и региональных администраций, ответственные на организацию мониторинга, прошли обучение и провели исследовательские мероприятия во всех субъектах РФ, входящих в состав Северо-западного федерального округа. При поддержке Правительства Финляндии, Правительства Швеции и Управлении ООН по наркотикам и преступности в 2009—2010 годах реализован проект «Координация исследования употребления психоактивных веществ среди учащихся на территории Северо-Западного федерального округа РФ».

### Социальная эпидемиология ВИЧ и инфекций, передающихся половым путем (ИППП)
Первые методические документы в РФ по био-поведенческим исследованиям доступности и приверженности к антиретровирусной терапии среди пациентов с ВИЧ были разработаны на основе опыта российских исследований, проведенных под руководством Гурвича, совместно с Северо-Западным окружным центром Минздрава России по профилактике и борьбе со СПИДом НИИ эпидемиологии и микробиологии имени Пастера.

### Социальный контроль проституции
Гурвич внес большой методологический вклад в цикл исследований «Социология российской проституции», состоявшемся на территории Северо-западного федерального округа РФ.

### Противодействие сексуальной эксплуатации несовершеннолетних
Инициированный Гурвичем цикл исследований «Коммерческая сексуальная эксплуатация несовершеннолетних в Санкт-Петербурге и Северо-Западном регионе России» в 1999—2000 гг. стал первым российским исследованием этой проблемы.